# Slipstenstjärnen (Ytterhogdals socken, Hälsingland)
Slipstenstjärnen är en sjö i Härjedalens kommun i Hälsingland och ingår i Ljungans huvudavrinningsområde. Sjöns area är 0,033 kvadratkilometer och den befinner sig 350 meter över havet.